# De drakenburcht
Tom Poes en de drakenburcht (in boekuitgaven/spraakgebruik verkort tot De drakenburcht) is het vijfde verhaal van de Bommelsaga, geschreven en getekend door Marten Toonder. De eerste aflevering van het verhaal verscheen op 16 september 1941 en het liep tot 17 oktober 1941 in stroken in De Telegraaf.
Dit is het eerste verhaal waarin slot Bommelstein een rol speelt. Ook de Oude Schicht doet zijn intrede.

## Samenvatting
Op voorspraak van Liezelotje komt de rentmeester van de markies van Muizenis, Jonkheer Leegh van Hooft, naar het huisje van Tom Poes. De dochter van de markies meent namelijk dat Tom Poes overal raad op weet, ook nu haar vader spoorloos verdwenen is. Tom Poes zegt zijn hulp toe, waarop de rentmeester spoorslags vertrekt. Terwijl hij nog nadenkt hoe te beginnen, hoort hij geknal buiten. Op de drempel van zijn huisje ziet hij daarna heer Bommel staan in zijn geruite jas. Heer Bommel heeft een dertien jaar oude auto gekocht, de Oude Schicht. Met die auto wil hij een huis zoeken dat past bij zijn stand. Eigenhandig heeft heer Bommel de auto opgelapt. 
Wanneer hun auto (de Oude Schicht) het begeeft, staan ze net bij een kasteel dat te huur staat, de drakenburcht. Heer Bommel wil dit kasteel kopen en ze gaan naar binnen om eens rond te kijken. Eenmaal binnen zien ze een zwevend dienblad vol met eten dat een luik binnen gaat. Ondanks bezwaren van heer Bommel, besluit Tom Poes om het luik te gaan onderzoeken. Ze treffen de markies van Muizenis aan, die gevangengenomen is door Hocus Pas. Ontsnappen blijkt echter niet zo gemakkelijk, want een draak bewaakt de enige uitgang. Uiteindelijk ontsnappen ze dankzij de verdwijnmantel van Hocus Pas, waarbij de draak versteent. De toverkracht van Hokus Pas verzwakt dusdanig dat de tovenaar naar de Zwarte Bergen moet vluchten.
Het lukt heer Bommel zijn Oude Schicht weer aan te slingeren. Eerst brengt hij Tom Poes naar huis en vervolgens de markies van Muizenis. Enkele weken later wordt Tom Poes met een koets door een lakei opgehaald om een feestmaaltijd te komen gebruiken bij de nieuwe heer van Bommelstein, heer Bommel. Ook de markies van Muizenis is uitgenodigd.

## Achtergrond
Heer Bommel krijgt het woongenot over de Drakenburcht (omgedoopt tot Bommelstein) (zie aflevering 139-140), maar het kasteel was eerst te huur (aflevering 118). Onduidelijk is of hij huurder is geworden of dat hij de eigenaar ervan heeft overtuigd om alsnog te verkopen. Onduidelijk is ook of Hocus Pas eigenaar van het kasteel was of dat hij het kraakte. In het eerste geval kan de naam verwijzen naar de draak die hij in het kasteel hield.

## Voetnoot/Bronnen
1. ↑  https://www.heerbommel.info/verhalen/heer-bommel-tom-poes/tom-poes-en-de-drakenburcht
2. ↑  https://delpher.nl/nl/kranten/results?query=Tom+Poes+de+drakenburcht&page=1&coll=ddd.